# Дивинська сільська рада (Кобринський район)
Дивинська сільська́ ра́да (біл. Дзівінскі сельсавет) — адміністративно-територіальна одиниця у складі Кобринського району Берестейської області Білорусі. Адміністративний центр — село Дивин.

## Історія
26 червня 2013 року до складу Дивинської сільської ради увійшли територія та населені пункти ліквідованої Осівської сільської ради.

## Склад
Населені пункти, що підпорядковувалися сільській раді станом на 2009 рік:
| Населений пункт | Тип    | Населення, осіб (2009) |
| --------------- | ------ | ---------------------- |
| Борисовка       | село   | 164                    |
| Дивин           | село   | 3130                   |
| Клетище         | село   | 125                    |
| Леликове        | село   | 662                    |
| Липово          | село   | 27                     |
| Ор              | хутір  | 3                      |
| Ореховський     | селище | 880                    |
| Оса             | село   | 333                    |
| Перелісся       | село   | 25                     |
| Руховичі        | село   | 180                    |
| Хабовичі        | село   | 612                    |

## Населення
За переписом населення Білорусі 2009 року чисельність населення сільської ради становила 5494 особи.

### Національність
Розподіл населення за рідною національністю за даними перепису 2009 року:
| Національність                | Осіб | Відсоток |
| ----------------------------- | ---- | -------- |
| білоруси                      | 4876 | 88,75 %  |
| українці                      | 432  | 7,86 %   |
| росіяни                       | 152  | 2,77 %   |
| поляки                        | 6    | 0,11 %   |
| азербайджанці                 | 6    | 0,11 %   |
| німці                         | 6    | 0,11 %   |
| вірмени                       | 4    | 0,07 %   |
| башкири                       | 2    | 0,04 %   |
| дві та більше національності  | 2    | 0,04 %   |
| татари                        | 1    | 0,02 %   |
| грузини                       | 1    | 0,02 %   |
| узбеки                        | 1    | 0,02 %   |
| чуваші                        | 1    | 0,02 %   |
| чехи                          | 1    | 0,02 %   |
| табасарани                    | 1    | 0,02 %   |
| національність не повідомлена | 1    | 0,02 %   |
| національність не вказана     | 1    | 0,02 %   |
| Разом                         | 5494 | 100 %    |